# Tropfenfalke
Der Tropfenfalke (Spiziapteryx circumcincta) ist eine Art der Geierfalken (Polyborini), die im mittleren Südamerika verbreitet ist. Das Verbreitungsgebiet umfasst den Gran Chaco in Paraguay und Nordargentinien, sowie die als Monte bezeichnete trockene Zwergstrauch-Halbwüste in Argentinien. Südlich reicht das Verbreitungsgebiet bis in die Umgebung der argentinischen Stadt Bahía Blanca.

## Merkmale
Der Tropfenfalke ist ein kleiner, relativ stämmiger Falke und wird 25 bis 31 Zentimeter lang. Er hat eine Flügelspannweite von 47 bis 58 Zentimeter und das Gewicht liegt zwischen 149 und 249 Gramm. Das Durchschnittsgewicht der Weibchen beträgt 188 Gramm, die Männchen sind mit einem durchschnittlichen Gewicht von 158 Gramm etwas leichter. Kopf, Rücken und Flügeldecken sind graubraun gefärbt. Die Kehle, die Brust, die Seiten und der Bauch sind weißlich, die Seiten und der obere Bauchabschnitt sind schmal braun gestreift. Oberhalb und hinter den Augen verläuft ein heller Streifen. Der Ohrbereich ist schwärzlich. Die Iris, die Augenringe, die Beine und die Fänge sind cremefarben bis gelb. Männchen und Weibchen unterscheiden sich nicht; letztere sind aber im Durchschnitt 8 % größer und schwerer.

## Lebensraum und Lebensweise
Der Tropfenfalke lebt in verbuschten Tieflandsavannen und halbtrockenen, relativ offenen Wäldern. Er ist relativ standorttreu und ernährt sich als Ansitzjäger von Insekten (Heuschrecken, Zikaden, Käfern und anderen), kleinen Echsen, Kleinsäugern und Vögeln. Zu seiner Beute gehören auch adulte und junge Mönchssittiche (Myiopsitta monachus). Gleichzeitig nutzt der Tropfenfalke verlassene und noch in Benutzung befindliche Gemeinschaftsnestern dieser Sittiche, verbringen die Nacht in den Nestern, teilweise in der gleichen Kammer wie ein Sittich. Über die Fortpflanzungsbiologie des Tropfenfalken ist nur wenig bekannt. Die Falken nutzen kuppelförmige Nester anderer Arten, neben denen der Mönchssittiche, auch die Nester von Töpfervögeln. Brütende Vögel wurden von Juli bis Dezember beobachtet. Werden die Nester von Mönchssittichen benutzt, so vergrößern die Falken die Nesteingänge und die kugelförmige Nestkammer. Das Gelege soll aus 2 bis 4 Eier bestehen. Die Jungvögel werden wahrscheinlich nach ca. 33 Tagen flügge.

## Systematik
Der Tropfenfalke wurde 1852 durch den deutschen Zoologen Johann Jakob Kaup unter der Bezeichnung Harpagus circumcinctus erstmals wissenschaftlich beschrieben und dabei der neu eingeführten Untergattung Spiziapteryx zugeordnet. Heute gilt Spiziapteryx jedoch als eigenständige Gattung der Falken (Falconidae), während Harpagus zu den Habichtartigen (Accipitridae) gehört. Die Gattung Spiziapteryx wurde ursprünglich zur Unterfamilie der Lachfalken und Waldfalken (Herpetotherinae) gezählt, ist jedoch die Schwestergruppe der Karakaras (Gattungen Caracara und Daptrius) und wird deshalb heutzutage zur Tribus der Geierfalken (Polyborini) in die Unterfamilie Falconinae gestellt.

## Gefährdung
Der Tropfenfalke gilt als ungefährdet, da er ein relativ großes Verbreitungsgebiet hat und die Population wahrscheinlich relativ stabil ist.